# Listă de filme sovietice din 1936
- Filme sovietice din: 1935 — 1936 — 1937

Aceasta este o listă de filme produse în Uniunea Sovietică în 1936.
| Titlu                    | Titlu original             | Regizor                                  | Distribuție                                            | Gen               | Note                       |
| ------------------------ | -------------------------- | ---------------------------------------- | ------------------------------------------------------ | ----------------- | -------------------------- |
| 1936                     |                            |                                          |                                                        |                   |                            |
| Atacul caravanei         | Джульбарс / Djulbars       | Vladimir Șneiderov                       | Nikolai P. Cerkasov, Nikolai Makarenko                 | Aventuri          |                            |
| Accidental Meeting       | Случайная встреча          | Igor Savchenko                           | Galina Pashkova                                        | Comedie           |                            |
| Baltic Deputy            | Депутат Балтики            | Iosif Kheifits, Aleksandr Zarkhi         | Nikolay Cherkasov                                      | Drama             |                            |
| Beethoven Concerto       | Концерт Бетховена          | Mikhail Gavronsky și Vladimir Schmidtgof | Mark Taimanov                                          |                   |                            |
| By the Bluest of Seas    | У самого синего моря       | Boris Barnet                             | Yelena Kuzmina, Nikolai Kryuchkov                      | Comedie romantică |                            |
| Circus                   | Цирк                       | Grigori Aleksandrov                      | Lyubov Orlova, Vladimir Volodin, Sergei Stolyarov      | Muzical           |                            |
| Convict                  | Заключенные                | Yevgeni Chervyakov                       | Mikhail Astangov                                       | Drama             |                            |
| Cosmic Voyage            | Космический рейс           | Vasili Zhuravlov                         | Sergei Komarov, Kselniya Moskalenko                    | Science fiction   |                            |
| Dawn of Paris            | Зори Парижа                | Grigori Roshal                           | Nikolai Plotnikov                                      | Drama             |                            |
| Dubrovsky                | Дубровский                 | Aleksandr Ivanovsky                      | Boris Livanov                                          | Drama             |                            |
| Girl Friends             | Подруги                    | Lev Arnshtam                             | Zoya Fyodorova, Yanina Zhejmo                          | Drama             |                            |
| The Goalkeeper           | Вратарь                    | Semyon Timoshenko                        | Grigory Pluzhnik                                       | Comedie           |                            |
| Journey to Arzrum        | Путешествие в Арзрум       | Moisei Levin                             | Dmitry Zhuravlyov                                      | Drama             |                            |
| The Last Night           | Последняя ночь             | Yuli Raizman                             | Ivan Pelttser                                          | Drama             |                            |
| Late for a Date          | Девушка спешит на свидание | Mikhail Verner                           | Mikhail Rostovtsev, Andrei Kostrichkin, Stepan Kayukov | Comedie           |                            |
| The Nightingale          | Соловей-Соловушко          | Nikolai Ekk                              | Valentina Ivashova                                     | Drama             |                            |
| Once in the Summer       | Однажды летом              | Khanan Shmain                            | Igor Ilyinsky, Leonid Kmit, Ivan Koval-Samborsky       | Comedie           |                            |
| Party Membership Card    | Партийный билет            | Ivan Pyryev                              | Andrei Abrikosov                                       | Crimă, drama      |                            |
| Prometheus               | Прометей                   | Ivan Kavaleridze                         | Ivan Tverdokhlib                                       | Historical        | Interzis în februarie 1936 |
| The Miracle Worker       | Чудесница                  | Aleksandr Medvedkin                      | Leonid Alekseev                                        | Comedie           |                            |
| The Sailors of Kronstadt | Мы из Кронштадта           | Efim Dzigan                              | Vasiliy Zaychikov                                      | Drama             |                            |
| The Thirteen             | Тринадцать                 | Mikhail Romm                             | Ivan Novoseltsev                                       | Aventuri          |                            |
| Seekers of Happiness     | Искатели счастья           | Vladimir Korsch-Sablin, Iosif Shapiro    | Vebyamin Zuskin                                        | Drama             |                            |
| Seven Brave Men          | Семеро смелых              | Sergei Gerasimov                         | Nikolay Bogolyubov                                     | Acțiune           |                            |
| Son of Mongolia          | Сын Монголии               | Ilya Trauberg                            | Tse-Ven Rabdan                                         | Drama             |                            |
| Without a Dowry          | Бесприданница              | Yakov Protazanov                         | Olga Pyzhova                                           | Drama             |                            |